# Prudhoe Castle
Prudhoe Castle är ett slott i Storbritannien.   Det ligger i grevskapet och kommunen Northumberland i riksdelen England, i den centrala delen av landet, 400 km norr om huvudstaden London. Prudhoe Castle ligger 51 meter över havet.
Terrängen runt Prudhoe Castle är platt norrut, men söderut är den kuperad. Prudhoe Castle ligger nere i en dal. Runt Prudhoe Castle är det ganska tätbefolkat, med 160 invånare per kvadratkilometer. Närmaste större samhälle är Newcastle upon Tyne, 15,6 km öster om Prudhoe Castle. Trakten runt Prudhoe Castle består i huvudsak av gräsmarker.